# Malvaviscus arboreus
O malvavisco ou hibisco-colibri é um arbusto lenhoso e ramificado, originário do México e do norte da América do Sul. Pode atingir 4 metros de altura, podendo ser usado como cerca-viva ou isolado, estando florido quase o ano todo.

## Informações Botânicas

### Folha
Oval em forma de lança, denteada, de coloração verde-escura, muito vistosa e com muita mucilagem.

### Flor
Vistosa, solitária, pendente, sempre fechada, coloração vermelha ou rosa-claro, muito apreciada por beija-flores. Por estar sempre fechada, dura mais tempo na planta, diferente dos hibiscus.